# Emory S. Bogardus
Emory S. Bogardus (1882-1973) est un sociologue américain. 
Il est fondateur de l'un des premiers départements de sociologie dans une université américaine, à l'Université de Californie du Sud.

## Carrière scientifique
En 1909, Bogardus a obtenu son baccalauréat et sa maîtrise à l'université de Northwestern. En 1911, il obtient son doctorat de l'Université de Chicago.
Immédiatement après avoir obtenu son doctorat, Bogardus devient professeur de sociologie à la faculté de l’Université de Californie du Sud, où il a contribué à la création d’un département de sociologie indépendant en 1915.
En 1925, il crée une "échelle de distance sociale" dans le but de mesurer la propension d'un sujet à établir ou accepter des contacts sociaux, de degrés divers de proximité, avec des membres de groupes sociaux différents (l'ethnie, les pratiques sexuelles, le statut social, etc.),. L'échelle de Bogardus est une échelle de type Guttman, cumulative (items rangés par ordre hiérarchique) : rejeter un item signifie généralement le rejet de tous les items précédents. Elle constitue l'une des premières tentatives de mesure des attitudes et comportements, par création d'un outil spécifique. 
Aux États-Unis, l'échelle fut proposée à une large population afin d'évaluer en 1925, 1946, 1956, 1966, l'évolution de cette distance sociale dans la culture américaine, démontrant le déclin de celle-ci lié à l'immigration. L'approche  principale  d'Emory S. Bogardus est de démontrer que la responsabilité de surmonter la "distance sociale" incombe aux immigrés à contrario de la société à devenir plus "tolérante" et "pluraliste". Cette voie de recherche a permis d'appuyer la théorie de l'assimilation dans un souci de maintenir "l'ordre social".
En 1920, il fonde Alpha Kappa Delta, la société internationale d'honneur sociologique à l’Université de Californie du Sud en partenariat avec des groupes d'étudiants afin de centraliser les travaux scientifiques. Il en est le président national de 1924 à 1927 et de 1946 à 1947. En 1929, il co-fonde l'association  de sociologie "Pacific Sociological Association". 
En 1931, il est président de la société sociologique américaine. 

## Publications
Il est l'auteur de d'une vingtaine d'ouvrages et plus de 250 publications scientifiques.  
Emory S. Bogardus, "A social distance Scale", Sociology and Social Research 17 (1933): 265-271. 
Emory S. Bogardus, "Measuring Changes in Ethnic Relations", American Sociological Review 16 (1951). 
Emory S. Bogardus,  "Racial Distance Changes in the United States During the Past 30 Years", Sociology and Social Research 43 (1958) 127-135. 